# ハーダー・クルム
ハーダー・クルム (独:Harder Kulm) は、スイス、ベルン州、ベルナーオーバーラント地方のインターラーケン付近にある標高1322ｍの山である。インターラーケンからハーダー・クルムの頂上駅までケーブルカー「ハーダーバーン」が約8分で結んでいる。

## 概要

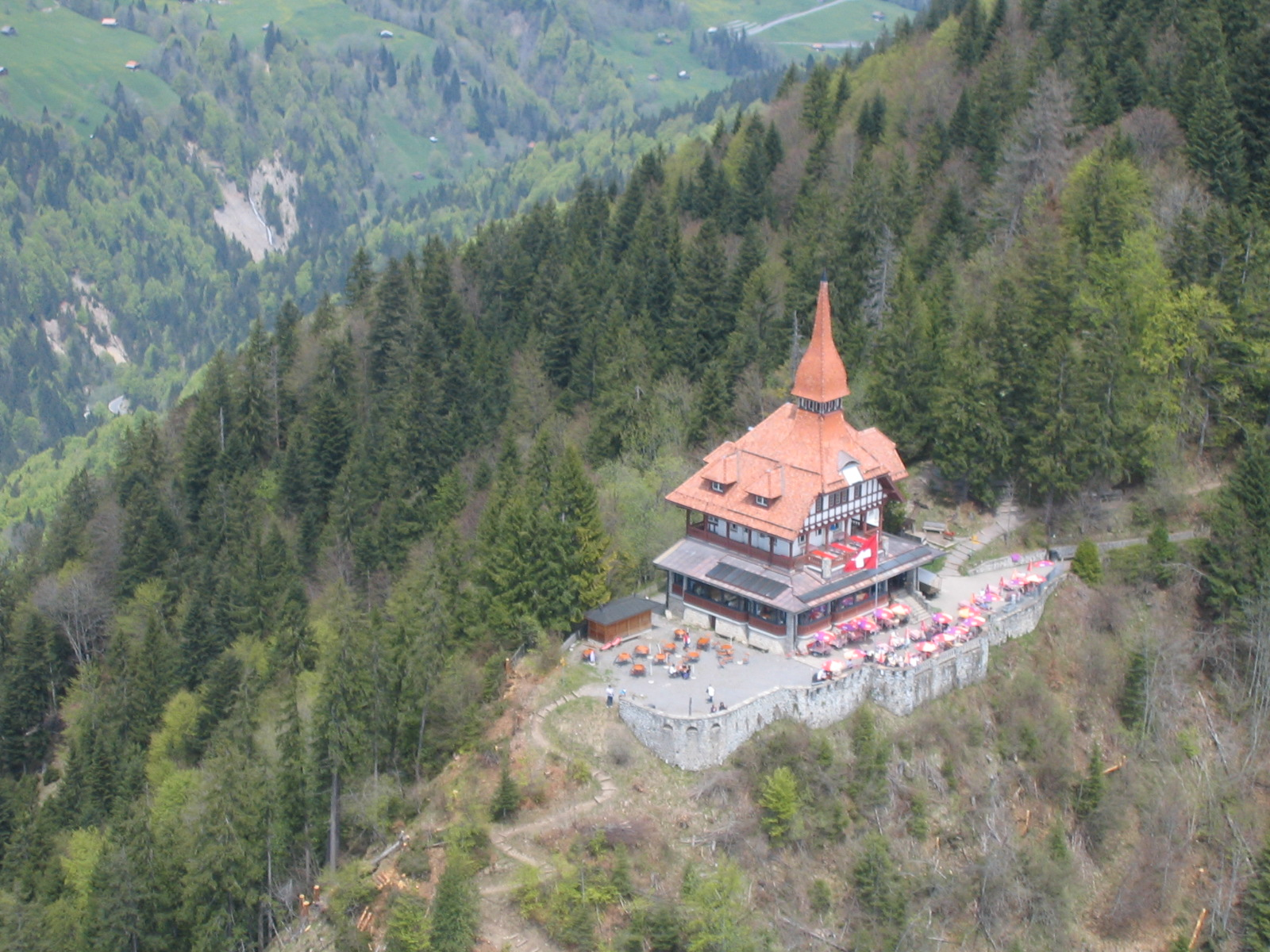
ハーダークルムの山頂駅とレストラン

ハーダー・クルムからは、眼下にインターラーケンの町、トゥーン湖、ブリエンツ湖、そして正面にアイガー・メンヒ・ユングフラウのユングフラウ三山の眺望が広がり、インターラーケンから比較的手軽に行くことができる展望スポットとなっている。
2011年10月には、これまでの展望ポイントから先にのびるウッドデッキが完成した。トゥーン湖とブリエンツ湖の間にあるため、「二つの湖の橋」（独:Zweiseensteg 英:Two-Lakes Bridge）という名称が付けられた。橋の中央部分はガラス張りになっているため、空中を歩いているような感覚を楽しむことができる。
ケーブルカーの山頂駅付近には、屋外展望テラス席も備えたレストランがある。ハーダー・クルムにのぼるケーブルカー乗場の近くには、アルプス野生動物園もあり、シュタインボック（アイベックス）やマーモットなど、アルプスに生息する動物を見ることができる。ケーブルカーと山頂レストランは、例年4月中旬から10月末のオープンで、冬季は休業となる。